# 廖怡裬
廖梨伶(廖怡裬)（1979年11月22日—），臺灣藝術大學戲劇學系畢業，台北藝術大學劇場藝術研究所表演組畢業（指導老師為金士傑）。大學開始活躍於台灣劇場界，參與過如果兒童劇團、表演工作坊、屏風表演班、三缺一劇團、背包客劇團、故事工廠......，爾後陸續參與戲劇以及廣告的演出。
2017年9月起接演民視長壽偶像劇《實習醫師鬥格》，飾演萬年護理長張華美一角打開知名度，在累積多年表演能量後，於2018年以《外鄉女—第三力量》入圍金鐘獎，並榮獲第53屆金鐘獎迷你劇集女配角獎。2020年1月在大愛電視接演《大林學校》戲劇，飾演醫療志工林春足角色。2022年演出公視《人選之人-造浪者》，飾演楊雅婷一角，因自然的演技廣受觀眾們的喜愛。

## 劇場
| 首演          | 劇名         | 角色 | 性質   | 劇團             | 地點                                   | 場次                        |
| 2017年12月1日 | 《韶光行》   |      | 女主角 | 背包客劇團       | 台北市牯嶺街小劇場一樓                 | 2017年12月1日~2017年12月3日 |
| 2023年4月28日 | 《完美咪咪》 |      | 女配角 | 台北邁斯納工作室 | 台北邁斯納工作室 Taipei Meisner Studio | 2023年4月28日~2023年8月20日 |

## 電視劇/網路劇
| 首播           | 播出頻道         | 劇名                             | 角色       | 性質     | 重要記事                                       |
| 2017年4月9日   | 民視             | 《外鄉女－第一單元：黑美人》     | 謝秀卿     | 女配角   |                                                |
| 2017年5月7日   | 民視             | 《外鄉女－第二單元：愛人的選擇》 | 謝秀卿     | 女配角   |                                                |
| 2017年5月28日  | 民視             | 《外鄉女－第三單元：第三力量》   | 謝秀卿     | 女配角   | 榮獲第53屆金鐘獎『迷你劇集／電視電影女配角獎』 |
| 2017年9月14日  | 民視             | 《實習醫師鬥格》                 | 張華美     | 女配角   |                                                |
| 2017年12月22日 | 台視             | 《我的男孩》                     | 郭老師     | 客串     |                                                |
| 2019年2月7日   | 大愛電視台       | 《菜頭梗的滋味》                 | 淑貞       | 女配角   |                                                |
| 2019年8月18日  | 華視             | 《俗女養成記》                   | 國小老師   | 客串     |                                                |
| 2020年1月31日  | 大愛電視台       | 《大林學校》                     | 林春足     | 主角之一 |                                                |
| 2020年9月19日  | 台視             | 《因為我喜歡你》                 | 學勇母     | 女配角   |                                                |
| 2021年1月27日  | 大愛電視台       | 《姊姊向前衝》                   | 宋淑惠師姊 | 女配角   |                                                |
| 2021年3月14日  | LINE TV          | 《HIStory4 - 近距離愛上你》      | 王姊       | 女配角   |                                                |
| 2022年12月3日  | 公視台語台       | 《阿媽》                         |            | 女配角   |                                                |
| 2023年4月28日  | Netflix          | 《人選之人-造浪者》              | 楊雅婷     | 女配角   |                                                |
| 2023年8月1日   | 中視、衛視中文台 | 《女兒大人加個賴》               | 楊姐       | 客串     |                                                |
| 2024年4月15日  | 大愛電視台       | 《你準備萌芽了嗎？》             | 阿娟       | 女配角   |                                                |
| 2024年9月7日   | 八大戲劇台       | 《妳是我的姐妹》                 | 金鈴       | 女配角   |                                                |
| 2025年3月24日  | 大愛電視台       | 《宇宙的源頭就是愛》             | 何美燕     | 女配角   |                                                |
| 2025年5月12日  | 大愛電視台       | 《院長爸爸》                     | 家強二姊   | 女配角   |                                                |
| 2023年5月23日  | Netflix          | 《忘了我記得》                   | 劉媽媽     | 客串     |                                                |
| 2025年6月4日   | 大愛電視台       | 《生命的麥田》                   | 陶綉琴     | 女配角   |                                                |
| 2025年6月8日   | 華視、公視台語台 | 《拜六禮拜》                     | 邱秀珠     | 特別演出 |                                                |
| 2025年         | 大愛電視台       | 《以身相許》                     |            |          |                                                |

## 電影
| 上映日期      | 片名       | 角色     | 性質 | 重要記事 |
| 2020年2月21日 | 《失路人》 | 拳擊伴娘 | 客串 |          |

## 獎項紀錄
| 年份   | 頒獎典禮     | 獎項                       | 作品                 | 角色   | 結果 |
| ------ | ------------ | -------------------------- | -------------------- | ------ | ---- |
| 2010年 | 第32屆金穗獎 | 最佳女演員                 | 《夢中情人》         | 豆子   | 獲獎 |
| 2018年 | 第53屆金鐘獎 | 迷你劇集／電視電影女配角獎 | 《外鄉女》－第三力量 | 謝秀卿 | 獲獎 |

## 外部連結
- 廖怡裬的Facebook專頁